# Riis Skov

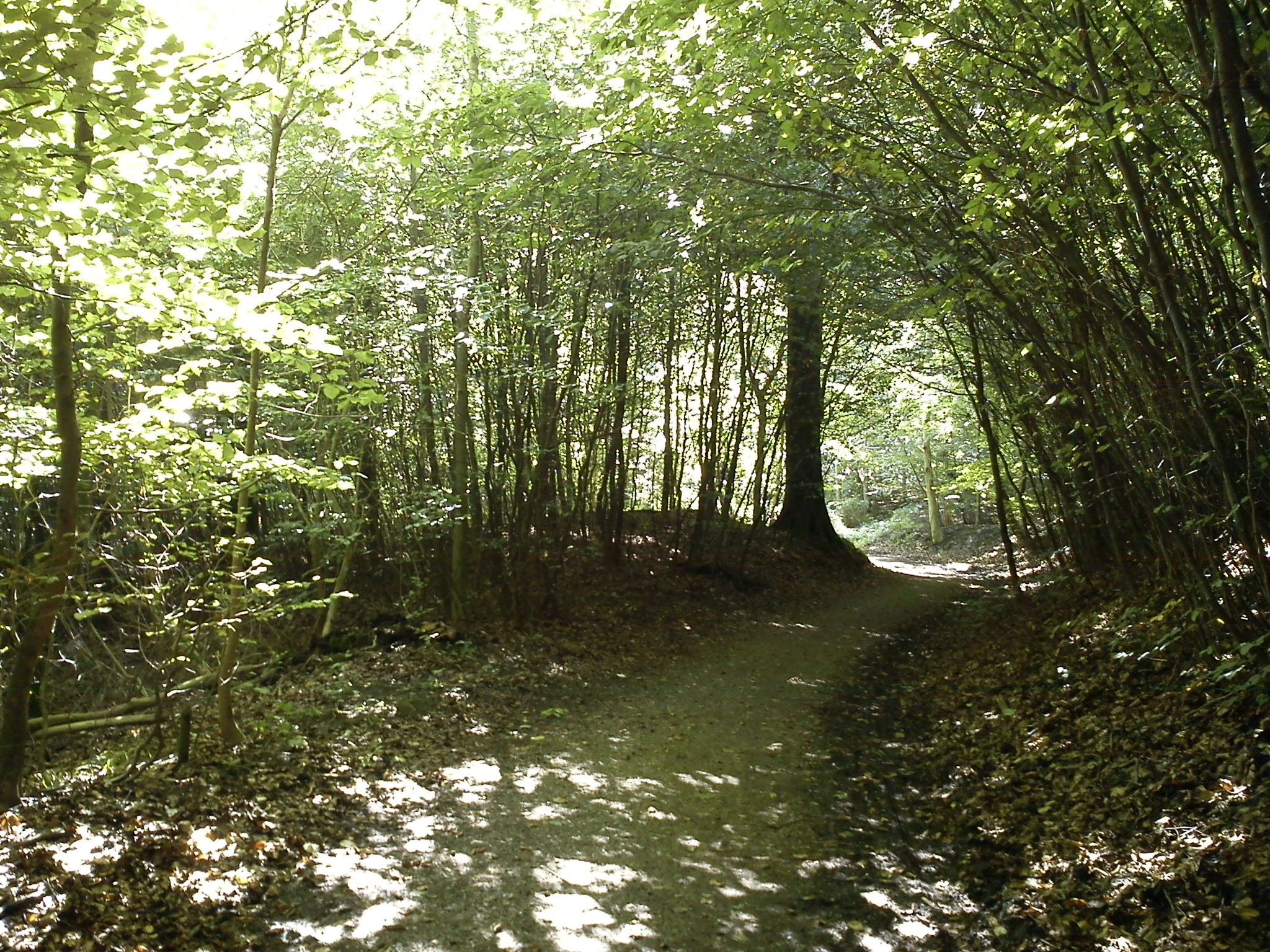
Riis Skov

Riis Skov är en lövskog i norra delen av Århus i Danmark som har givit namn till stadsdelen Risskov. Den har en yta på 80 hektar och är en av Danmarks mest besökta skogar. På våren täcks skogsbottnen av ramslök som nästan helt har trängt ut vitsipporna.
Den södra delen av skogen tillföll  Århus 1395 då drottning Margareta lät fastställa gränserna för stadens mark och den norra skänktes till staden av kung
Kristian III 1542. Ektimmer från Riis Skov användes vid bygget av Århus hamn.
På 1800-talet blev Riis Skov ett utflyktsmål för stadens invånare då först Salonen, nuvarande Sjette Frederiks Kro och senare ytterligare två matställen byggdes på en sluttning med utsikt över Århus Bugt. Skogen gränsar till Århus på tre sidor och går ner till vattnet och kallbadhuset Den Permanente Badeanstalt på den fjärde.
I oktober 1951 föll en knytnävsstor del av en meteorit ned i skogen. Fyndet förvaras på Statens Naturhistoriske Museum och en minnessten har rests på fyndplatsen.